# Banda de instabilitate

Banda de instabilitate este o regiune verticală în Diagrama Hertzsprung-Russell, care este ocupată de stele variabile pulsatile (încluzând și variabile RR Lyrae, variabile Cepheid, variabile W Virginis, variabile ZZ Ceti, variabile RV Tauri, variabile Delta Scuti, variabile SX Phoenicis și alte stele variabile care oscilează rapid).